# Schakale und Araber
Schakale und Araber ist eine Erzählung von Franz Kafka, die erstmals in der Monatsschrift Der Jude (Herausgeber Martin Buber) 1917 veröffentlicht und dann in den Band Ein Landarzt aufgenommen wurde. Es handelt sich um eine Tiergeschichte, in der es um Reinheitssuche, Gier und Parasitentum geht.

## Inhalt
Der Erzähler, ein Mann aus dem Norden, sitzt mit seinen Gefährten und der arabischen Begleitmannschaft in einer Oase und versucht einzuschlafen. Plötzlich taucht ein Rudel Schakale auf und einer spricht den Erzähler an. Der Schakal empfängt ihn als Auserwählten, auf den man schon lange warte, denn er sei dazu berufen, die Schakale von den als widerlich beschriebenen Arabern zu befreien, widerlich in ihrer Erscheinung, aber vor allem durch das Töten von Tieren um sie zu fressen. Der Erzähler soll den Arabern mit einer kleinen rostigen Nähschere, die ein anderer Schakal an seinem Eckzahn trägt, die Hälse durchschneiden.
Der hinzu kommende arabische Karawanenführer beendet die Szene, indem er seine riesige Peitsche gegen die Schakale schwingt. Er kenne die Schakale ganz genau und er teilt dem Erzähler mit, dass sie dieses Schauspiel bei jedem Europäer aufführen. Er nennt die Schakale wahre Narren, aber auch schöne Hunde. Dann wird ein frischer Kamelkadaver hergebracht. Die Schakale stürzen sich gierig darauf und zerreißen ihn, so dass sich sein Blut in rauchenden Lachen sammelt, und sind auch durch Peitschenhiebe nicht zu vertreiben. Abschließend sagt der Araber zum Mann aus dem Norden: „... Wunderbare Tiere, nicht wahr? Und wie sie uns hassen!“

## Deutungsansätze

### Das Judentum
Die vorliegende Geschichte wurde – ebenso wie Ein Bericht für eine Akademie – in der Monatszeitschrift Der Jude abgedruckt. Dies legt nahe, dass sie Bezüge zum jüdischen Leben und Denken hat.
Die Araber stechen zum Leidwesen der Schakale die Hammel ab, was sich auf das jüdische (aber auch muslimische) Schächten bezieht.
Die Schakale symbolisieren das jüdische Volk. Diese Gedankenverbindung gibt es auch bei anderen Schriftstellern (Heine, Döblin) und vor allem bei Antisemiten wie etwa Oswald Spengler. Die Schakale leben parasitär innerhalb eines Wirtsvolkes, von dem sie sich nähren, ohne selbst zu jagen. Kafka schaut hier von außen und mit Ironie auf das Judentum in einer geradezu judenfeindlichen Manier, indem die Araber als weit überlegene Herrenmenschen und die Schakale als kriecherisch beschrieben werden.
Ihr hoher Anspruch an Reinheit zerbricht und wird durch ein Lockmittel sofort korrumpiert.
Das Warten der Schakale auf den Mann aus dem Norden wird beschrieben wie das Warten der Juden auf den Messias. Dieser Mann ist in einer ähnlichen Rolle wie der Reisende aus der Geschichte In der Strafkolonie; er erlebt Archaisches, aber ohne eigene Bewertung und ohne Konsequenz.
Stach stellt besonders das judenfeindliche Element heraus, aufgezeigt an der Verwendung von herabsetzenden Tiermetaphern für das jüdische Volk, dessen Aufbegehren gegen die Hand, die es nährt, nicht ernst zu nehmen ist. Die Araber erscheinen dagegen als die überlegene Rasse, als Wirtsvolk, das den Schakal nur als Müllverwerter und Clown neben sich duldet. Reuß sieht, dass sich schon in der Formulierung des ersten Absatzes abzeichne, dass der Erzähler die Messiasrolle, die die Schakale von ihm erhoffen, konsequent abwehrt und den Abläufen indifferent gegenübersteht.

### Biografischer Hintergrund
Kafka selbst hat ein von Trieben gereinigtes Leben angestrebt als Bedingung für sein Schreiben. An Milena Jesenská schreibt er aber 1920: „Schmutzig bin ich, endlos schmutzig, darum mache ich ein solches Geschrei mit der Reinheit.“ Dass sich „Schmutz“ besonders – aber nicht nur – auf das Sexuelle bezog, erklärt sich aus der Zeit (Verdrängung und Verdammung des Sexuellen).
Die elementare Gier, die in der Geschichte dargestellt wird, lässt alles andere vergessen und macht den Ruf nach Reinheit zur hohlen Attitüde. Auch hier zeigt sich ein Thema Kafkas, das Scheitern an einem selbstgesteckten Ziel.
Die hier dargestellte ungehemmte Blutgier hat Kafka auch in dem Prosastück Ein altes Blatt beschrieben als Eigenschaft der unzivilisierten, aber mächtigen und mental überlegenen Nomaden.
Der Herausgeber Martin Buber votierte dafür, die vorliegende Erzählung und Ein Bericht für eine Akademie unter der Bezeichnung Gleichnisse zu präsentieren; dies lehnte Kafka jedoch ab, für ihn waren es einfach zwei seiner Tiergeschichten. Er wollte nicht die Aufmerksamkeit des Lesers allzu direkt auf die Bedeutungsschicht hinter dem Titel lenken und keinen Fingerzeig geben, auf welchem Weg die „gewünschte“ Interpretation zu finden ist.

## Ausgaben
- Schakale und Araber. In: Neue deutsche Erzähler. Hrsg. von J. Sandmeier. Bd. 1. Berlin 1918, 223–240.
- Franz Kafka: Sämtliche Erzählungen. Hrsg. von Paul Raabe. Frankfurt am Main, 1970, ISBN 3-596-21078-X
- Franz Kafka Die Erzählungen Originalfassung Fischer Verlag 1997 Roger Herms ISBN 3-596-13270-3
- Franz Kafka: Drucke zu Lebzeiten. Hrsg. von Wolf Kittler, Hans-Gerd Koch und Gerhard Neumann. Frankfurt/Main 1996, S. 270–275.

## Sekundärliteratur
- Peter-André Alt: Franz Kafka. Der ewige Sohn. München 2005. ISBN 3-406-53441-4
- Juliane Blank: Ein Landarzt. Kleine Erzählungen. In: Manfred Engel, Bernd Auerochs (Hrsg.): Kafka-Handbuch. Leben – Werk – Wirkung. Stuttgart, Weimar 2010, ISBN 978-3-476-02167-0, S. 218–240, bes. 231–233.
- Reiner Stach: Kafka Die Jahre der Erkenntnis. Frankfurt/Main 2008. ISBN 978-3-10-075119-5
- Bettina von Jagow und Oliver Jahraus Kafka-Handbuch Leben-Werk-Wirkung. Vandenhoeck& Ruprecht, 2008, ISBN 978-3-525-20852-6. Beitrag Mark H. Gelber
- Manfred Weinberg: Zu Franz Kafkas Erzählung „Schakale und Araber“. In: Steffen Höhne, Manfred Weinberg (Hrsg.): Franz Kafka im interkulturellen Kontext. Böhlau Verlag Köln, Köln/Weimar/Wien 2019, ISBN 978-3-412-51551-5, S. 281–302.